# Афанассола
Афанассо́ла (рос. Афанассола, марій. Опанассола) — присілок у складі Совєтського району Марій Ел, Росія. Входить до складу Вятського сільського поселення.
Стара назва — Афонассола.

## Населення
Населення — 64 особи (2010; 76 у 2002).
Національний склад (станом на 2002 рік):
- марі — 99 %